# I Liceum Ogólnokształcące im. Kazimierza Brodzińskiego w Tarnowie
I Liceum Ogólnokształcące im. Kazimierza Brodzińskiego – szkoła średnia zlokalizowana przy ulicy Piłsudskiego 4 w Tarnowie. Liceum kontynuuje tradycje szkoły utworzonej w 1559 roku z inicjatywy hetmana Jana Tarnowskiego, w 1756 roku podniesionej do rangi kolonii akademickiej Akademii Krakowskiej, dzięki fundacji ks. Wojciecha Kaszewicza. Patronem szkoły jest Kazimierz Brodziński − jej absolwent, uważany za najwybitniejszego przedstawiciela preromantyzmu w Polsce.

## Historia

### Początki szkolnictwa w Tarnowie
Początki szkolnictwa w mieście sięgają prawdopodobnie II połowy XIV wieku. Początkowo była to szkoła parafialna, od 1400 roku związana organizacyjnie z kapitułą kolegiaty tarnowskiej. W średniowiecznych szkołach parafialnych uczono czytania i pisania po łacinie, katechizmu i śpiewu kościelnego. W tarnowskiej szkole uczył jeden nauczyciel, który do 1568 roku pełnił również obowiązki miejskiego pisarza. Z biegiem czasu mieszczaństwu nie wystarczało elementarne wykształcenie, zdobyte w miejscowej szkole i kontynuowali naukę w Krakowie. Pierwszym mieszkańcem miasta odnotowanym na liście studentów Akademii Krakowskiej był Maciej, syn Jana z Tarnowa, immatrykulowany w 1400 roku. Zapisany jako Mathias Johannis de Tarnow otwiera listę studentów w Album Studiosorum Universitatis Cracoviensis. W XV wieku studiowało tam 60 tarnowian, tylko pięciu z nich (i nie był to wyjątek w tamtych czasach) uzyskało najniższy tytuł naukowy bakałarza sztuk wyzwolonych. W 1526 roku tytuł magistra uzyskał pochodzący z Tarnowa Adam z Tuszyna, późniejszy dziekan wydziału filozoficznego tej akademii. Powiązania z Akademią Krakowską przez osobę wykształconego w niej nauczyciela pozytywnie wpływały na poziom tarnowskiej szkoły.

### Ordynacja szkolna Jana Tarnowskiego

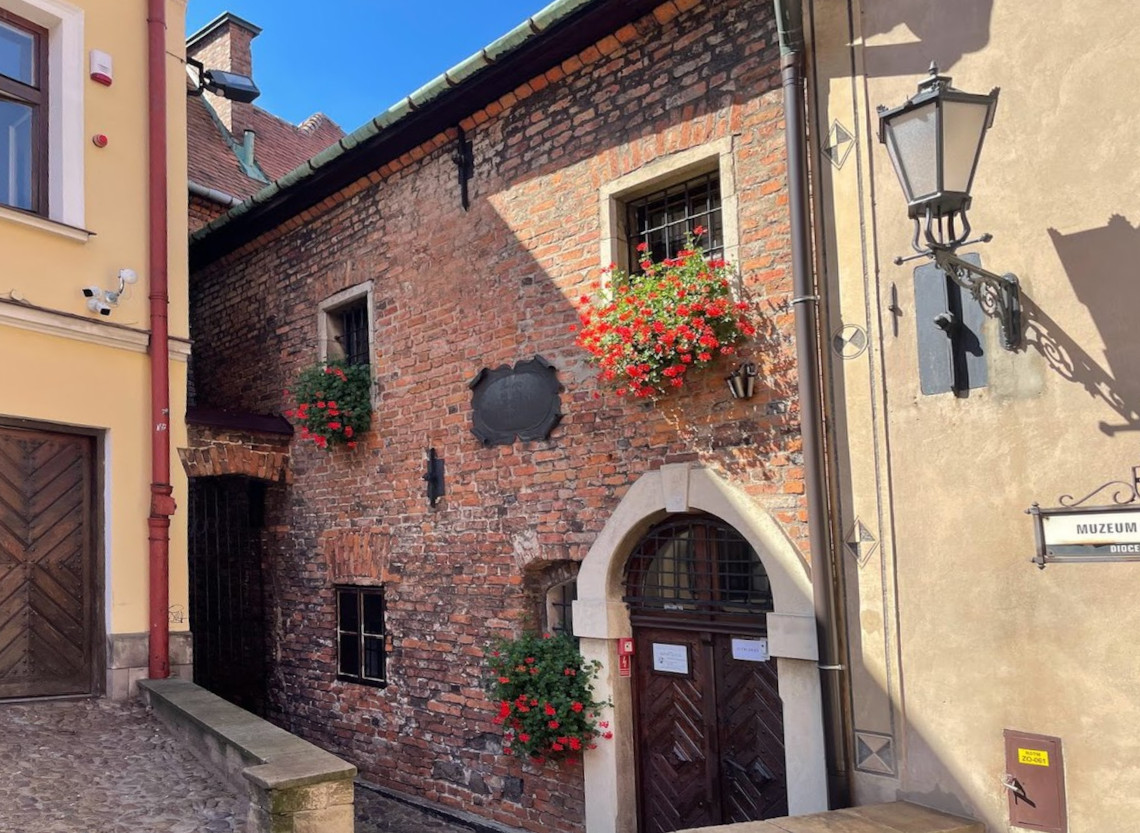
Scholasteria, dom rektorów szkoły miejskiej do II poł. XVII w.

18 czerwca 1559 roku właściciel miasta hetman Jan Amor Tarnowski wydał ordynację dla szkoły tarnowskiej, włączając się w akcję reorganizacji szkolnictwa polskiego „Aby talenty i młodzież w szkołach publicznych mogły być kształcone, należycie kierowane i wychowywane”. Ordynacja szkolna służąca zaspokojeniu żywotnych potrzeb oświatowych warstw mieszczańskich była jednym z podstawowych dokumentów w kodeksie praw miejskich. Dokument określał ogólnie program nauczania, kwalifikacje i uposażenie roczne rektora. Utrzymanie szkoły finansowane było z fundacji Jana Tarnowskiego, wynagrodzenie rektora wypłacane było z kasy miejskiej. Rektor miał obowiązek opłacać swoich pomocników (lokata i kantora biegłego w śpiewie) ze swoich dochodów. Inicjatywa oświatowa Jana Tarnowskiego, mająca za cel podniesienie poziomu nauczania, dała początek tarnowskiemu gimnazjum, szkole średniej o retoryczno-humanistycznym profilu nauczania. 
W tym okresie na koszt ks. Marcina Łyczki, prepozyta kolegiaty tarnowskiej, wzniesiono murowany, piętrowy budynek szkolny. Wybudowano dom dla rektora, nazywany do dziś Scholasterią. Problem kwalifikacji kadry nauczycielskiej dla szkoły ważny stał się także dla duchowieństwa, świadczą o tym liczne fundacje dla młodzieży studiującej. Szczególną wartość miała fundacja z 1578 roku ks. Marcina Łyczki, dzięki której powstał fundusz wieczysty, od którego odsetki pozwalały na utrzymanie trzech studentów, którzy po uzyskaniu tytułu bakałarza mieli obowiązek podjęcia pracy w tarnowskiej szkole, jednym z nich był Kasper Cichocki, pisarz i polemista katolicki.

### Kolonia Akademicka

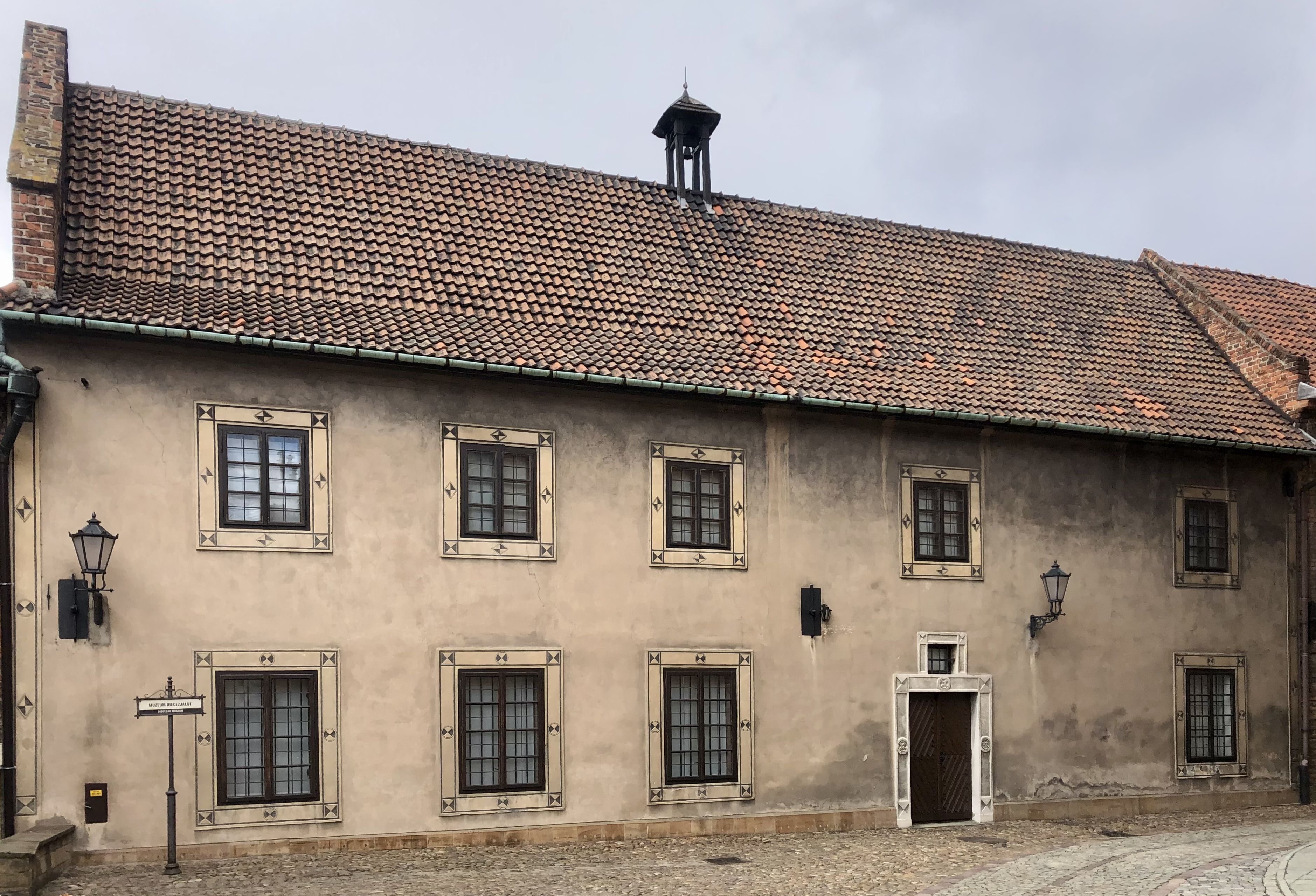
Akademiola, główny budynek Kolonii Akademickiej i pierwsza siedziba C.K. Gimnazjum

Kolonia akademicka, utworzona na bazie tarnowskiej szkoły, powstała z inicjatywy ks. Wojciecha Kaszewicza, scholastyka kapituły kolegiackiej. W sporządzonym w  1753 roku testamencie ustanowił on fundusz wieczysty w wysokości 20 000 zł, który stał się podstawą do utworzenia szkoły, działającej pod patronatem krakowskiej uczelni. Zasady organizacji tarnowskiej kolonii akademickiej uzgodnił z Akademią Krakowską w 1752 roku. Model szkoły wzorowany był na statucie Kolegium Nowodworskiego w Krakowie. Kolonia akademicka w Tarnowie rozpoczęła działalność w 1756 roku. Z powodu przeciągających się czynności prawnych formalna erekcja szkoły miała miejsce później. Akt erekcyjny „Erectio Coloniae Tarnoviensis et canonicatus tituli Beati Joannis Cantii in ibidem“ wydany przez biskupa krakowskiego Kajetana Sołtyka nosi datę 17 marca 1760.
Tarnowska szkoła działała pod ścisłym nadzorem personalnym, finansowym i programowym sprawowanym przez uczelnię. Kolonie akademickie Akademii Krakowskiej, w odróżnieniu od szkół zakonnych propagujących w metodach i programie nauczania model oświaty kosmopolitycznej, realizowały model wychowania narodowego, patriotycznego i obywatelskiego. Pierwszy kadra profesorska składała się z trzech magistrów filozofii. Zgodnie z wolą fundatora rektor uczył retoryki, pozostali gramatyki i poetyki. Pierwszym rektorem kolonii akademickiej w Tarnowie był Franciszek Prohorecki. Prowizorem sprawującym nadzór naukowy i organizacyjny nad szkołą był Jakub Marciszewski, po jego śmierci Andrzej  Lipiewicz.

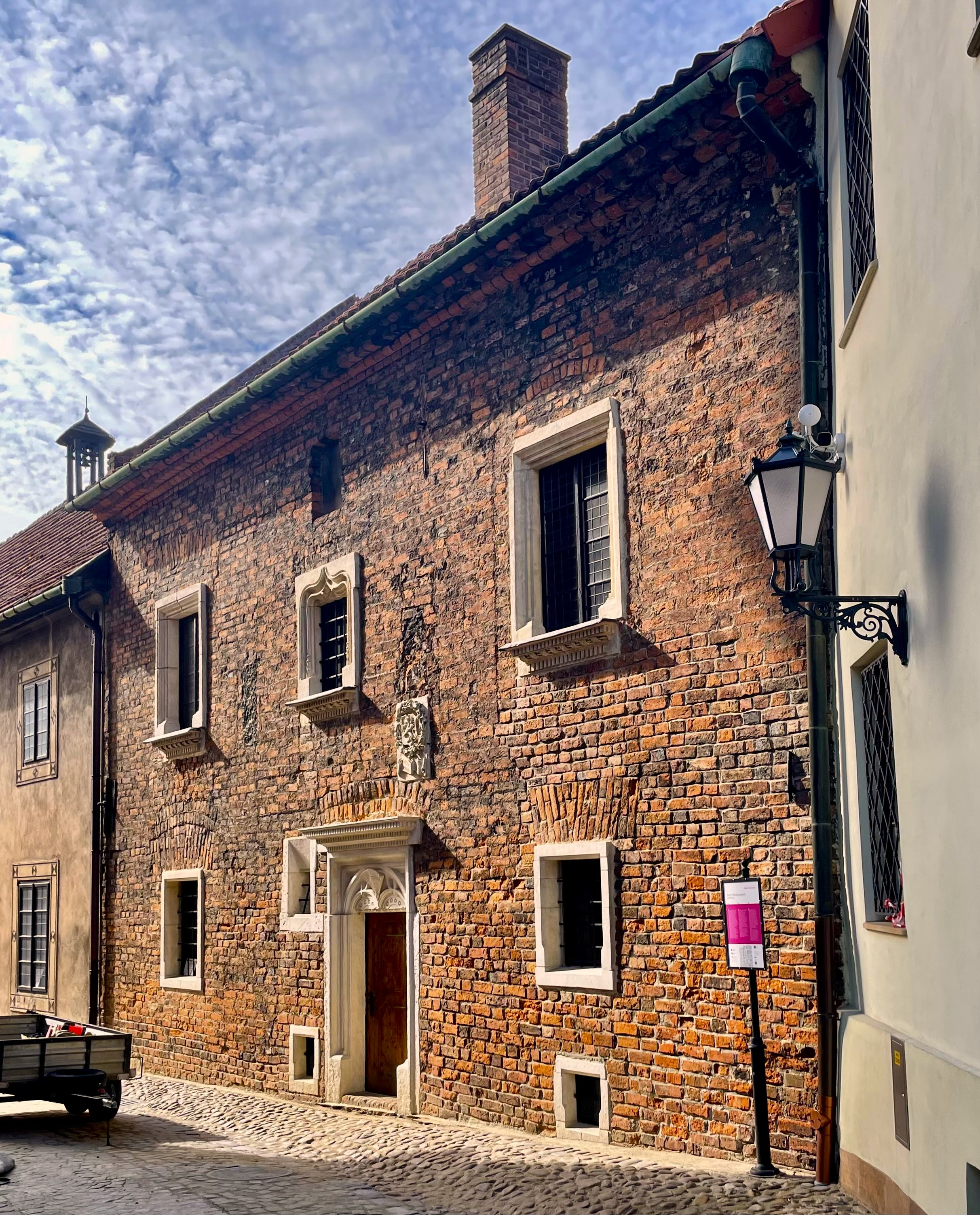
Dom Mikołajowski – budynek, w którym mieszkali zwierzchnicy Kolonii Akademickiej i C.K. Gimnazjum w Tarnowie

W późniejszym okresie tarnowska kolonia akademicka składała się z klas, zwanych: gramatyką,  retoryką, poetyką i dialektyką. Profesor dialektyki  oprócz  filozofii uczył także elementów  teologii  moralnej i  prawa. Nauka odbywała się dwa razy dziennie, dwie godziny przed południem i dwie godziny po południu. Była to szkoła męska, liczba uczniów nie przekracza 200 osób. Siedzibą szkoły był budynek Akademioli, mieszkanie rektora znajdowało się w Domu Mikołajowskim.
Po I rozbiorze Polski, austriackie władze miasta niechętnie patrzyły na związek szkoły z Krakowem. W 1780 roku kolonia akademicka trafiła pod dozór kapituły. Na mocy dekretu 11 grudnia 1783 roku, dotyczącego szkół średnich w Galicji, kolonia akademicka w Tarnowie została upaństwowiona. Planowano ją przenieść do Bochni, postanowienia dekretu o otwarciu gimnazjum w Bochni jednak nie wykonano. Przeszkodą okazały się trudności ze znalezieniem odpowiednich pomieszczeń oraz starania tarnowskiego magistratu i księcia Hieronima Janusza Sanguszki.

### C.K. I Gimnazjum

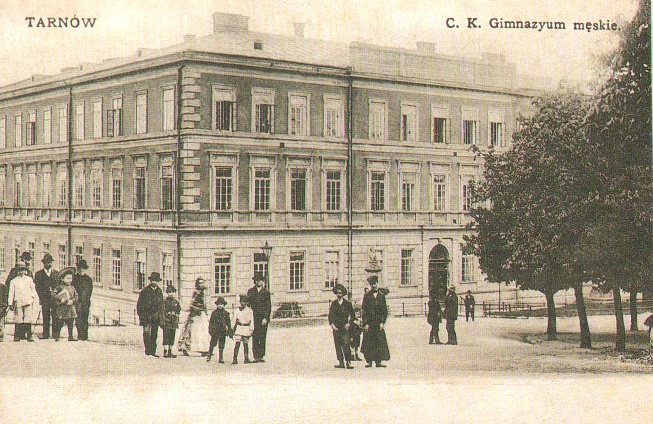
Budynek C.K. Gimnazjum na fotografii sprzed 1918

W 1784 roku nastąpiła zmiana na stanowisku nadzorcy szkół w Galicji i reorganizacja sieci szkół nabrała tempa. 3 listopada 1784 roku nowy rok szkolny rozpoczął się już w Cesarsko-Królewskim Gimnazjum w Tarnowie. Od 1786 rok szkolny rozpoczynał się 1 września, a kończył 15 lipca. Gimnazjum posiadało filologiczno-klasyczny profil kształcenia, realizowało program nauczania opracowany przez Gracjana Marxa, pod względem treści i metod nauczania uważany za anachronizm. Zgodnie z tym programem tarnowskie gimnazjum było szkołą pięcioletnią, złożoną z trzech klas gramatykalnych oraz dwóch klas humanistycznych. Każda klasa posiadała swojego nauczyciela uczącego wszystkich przedmiotów. W ustalanym centralnie planie lekcji dominowały łacina, retoryka, religia i poetyka, przedmioty matematyczno-fizyczne jedynie dopełniały program nauczania. 
Zwierzchnikiem gimnazjum był prefekt, który podlegał staroście. Urzędy administracji starały się kierować życiem szkoły w każdym jego wymiarze, przez system drobiazgowych kontroli, rozporządzeń, planów i zaleceń. Pierwszym prefektem tarnowskiego gimnazjum był ks. Izydor Chrościński, doświadczony pedagog, wcześniej prefekt zlikwidowanej szkoły pijarskiej w Złoczowie. Zachowała się pisana przez niego kronika szkoły. W szkole zatrudniono sześciu nauczycieli. Fluktuacja kadr w pierwszych latach była duża, z nauczycieli kolonii akademickiej pozostał tylko nauczyciel retoryki. W 1788 roku  grono pedagogiczne rekrutowało się niemal w całości z cudzoziemców, lepiej przygotowanych do realizacji programu wychowania młodzieży w duchu bezgranicznego oddania państwu i hierarchii politycznej, zgodnym z poglądami absolutyzmu oświeconego. Uczniowie mieli obowiązek uczyć się dodatkowo języka niemieckiego godzinę dziennie w szkole normalnej. Z uwagi na słabą znajomość języka niemieckiego zarówno nauczycieli i uczniów początkowo językiem wykładowym była łacina i język polski, dopiero po okresie przejściowym łacina i język niemiecki. Kandydaci ubiegający się o przyjęcie do gimnazjum musieli znać język niemiecki i mieć ukończone trzy klasy szkoły normalnej. Początkowo gimnazjum nie cieszyło się dużym zainteresowaniem z uwagi na nieznajomość języka i  ogólną niechęć społeczeństwa do programu nauczania i metod wychowania. W pierwszych trzech latach liczba uczniów nie przekraczała 100, po 10 latach zbliżała się do 200. W 1810 roku gimnazjum objęto 6-letnim programem nauczania.  
W 1848 roku utworzono Ministerstwo Oświaty, które wprowadziło system edukacji wzorowany na organizacji szkolnictwa średniego w Prusach. Gimnazja podzielono na niższe i wyższe, w obu nauka trwała cztery lata. Oba typy gimnazjum stanowiły całość działającym pod jednym kierownictwem. Gimnazjum niższe przygotowywało uczniów do gimnazjum wyższego, szkoły realnej lub instytutów technicznych. Nauka w gimnazjum wyższym kończyła się nieobowiązkowym egzaminem maturalnym. Pierwsza matura w tarnowskim gimnazjum odbyła się  w dniach 1–7 października 1850 roku. Do egzaminu dojrzałości przystąpiło 26 abiturientów, egzamin zdało 18 z nich. Część pisemna egzaminu składała się z napisania wypracowania w języku niemieckim, przekładu tekstu na łacinę, tłumaczenia z łaciny i z greki oraz rozwiązania zadania matematycznego. W części ustnej abiturient zdawał egzamin z ośmiu przedmiotów. W tym samym czasie wprowadzono w szkole funkcję wychowawcy klasy i nauczycieli przedmiotów. 
W 1877 roku otwarty został obecny budynek szkoły, przy ówczesnej ulicy Seminaryjskiej (obecnie Piłsudskiego). Okazały gmach został wystawiony na koszt Cesarstwa. W kolejnych latach szkoła rozwijała się pod kierownictwem dyrektora Bronisława Trzaskowskiego. Z jego inicjatywy 17 lipca 1884 roku przed budynkiem odsłonięto pomnik Kazimierza Brodzińskiego, autorstwa Walerego Gadomskiego. Na tablicy umieszczono inskrypcję: „Kazimierzowi Brodzińskiemu, uczniowi Gimnazyum Tarnowskiego żołnierzowi za sprawę ojczystą, nauczycielowi − poecie wdzięczni rodacy”. Drugi pomnik, Józefa Szujskiego zaprojektowany przez Piotra Kozakiewicza, odsłonięto 1 czerwca 1886 roku. Od 1892 roku nauczanie odbywało się w jednym bloku rozpoczynającym się o godzinie 8. Lekcje trwały 50–55 minut.  W roku szkolnym 1901/02 liczba uczniów przekroczyła 1000. 29 września 1901 roku uruchomiono filię I Gimnazjum, 5 czerwca 1903 przekształcono ją w II Gimnazjum w Tarnowie.

### Szkoła im. Kazimierza Brodzińskiego

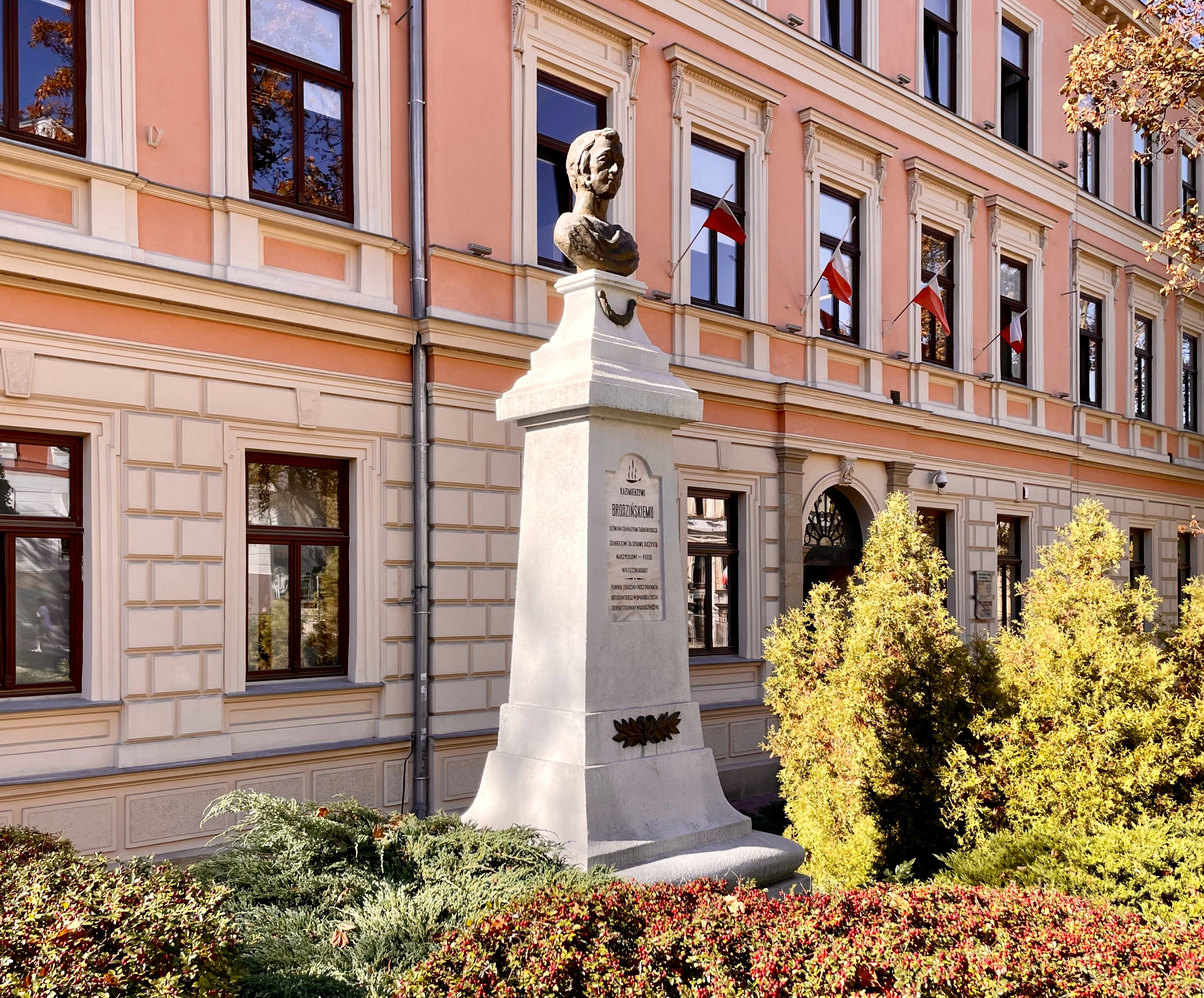
Pomnik K. Brodzińskiego przed gmachem I LO w Tarnowie

Po odzyskaniu przez Polskę niepodległości I Gimnazjum dalej działało w niezmienionej formie. Minister Wyznań Religijnych i Oświecenia Publicznego nadał szkole nazwę Państwowego Gimnazjum im. Kazimierza Brodzińskiego. Przez cały okres międzywojenny nauka w nim była płatna. W 1932 roku, w wyniku reformy jędrzejewiczowskiej, okres nauki w szkole ogólnokształcącej podzielono na dwa etapy: czteroletnie gimnazjum ogólnokształcące i dwuletnie liceum ogólnokształcące. Ukończenie gimnazjum kończyło się „małą maturą”, zdanie tego egzaminu otwierało drogę do dalszego kształcenia w liceum. Liceum było z założenia elitarną szkołą kończącą się egzaminem dojrzałości. Obie szkoły nosiły imię Kazimierza Brodzińskiego. Taka struktura szkoły przetrwała do 1948 roku. 
Z powodu wybuchu II wojny światowej 1 września 1939 nie rozpoczął się nowy rok szkolny. Na obszarze Generalnego Gubernatorstwa wszystkie szkoły średnie i wyższe pozostały zamknięte. Nauczyciele szkoły zaangażowali się tajne nauczanie. W czasie okupacji Niemcy zniszczyli pomniki, upamiętniające dwóch absolwentów szkoły – Kazimierza Brodzińskiego i Józefa Szujskiego. 27 stycznia 1945 starosta powiatu tarnowskiego wydał zarządzenie w sprawie uruchomienia szkół średnich i 12 lutego 1945 rozpoczął się nowy rok szkolny.
W latach 1948–1962 szkoła funkcjonowała jako 11-letnia szkoła ogólnokształcąca stopnia podstawowego i licealnego. Nowy program nauczania wprowadził obowiązkową naukę języka rosyjskiego. W 1962 roku nazwę zmieniono na obecną – I Liceum Ogólnokształcące im. Kazimierza Brodzińskiego w Tarnowie. Także, wraz z rokiem szkolnym 1962/1963, szkoła stała się koedukacyjna. Na przełomie lat 60. i 70. XX w. przy szkole powstała hala sportowa. 6 czerwca 1965 roku szkoła obchodziła jubileusz 400-lecia, a w dniach 25–26 września 2009 roku odbyły się uroczyste obchody jubileuszowe 450-lecia istnienia szkoły i tradycji szkolnych Tarnowa. 22 lipca 1974 roku odsłonięto replikę pomnika Kazimierza Brodzińskiego, a 16 czerwca 1988 roku replikę pomnika Józefa Szujskiego dłuta Stefana Niedorozo.
14 września 1999 roku  27 fundatorów powołano do życia Fundację Semper Primus. Nadzór nad fundacją stanowił Minister Edukacji Narodowej. Zadaniami fundacji było wspieranie liceum w zakresie działalności dydaktyczno-wychowawczej, wspierania w finansowaniu zadań inwestycyjnych i innych działań zmierzających do rozwoju szkoły, promowania szkoły, fundowania stypendiów, aktywizacji absolwentów do działania na rzecz szkoły, wspierania absolwentów w poszukiwaniu pracy i dalszym kształceniu. Honorowymi członkami Fundacji zostali: ks. Michał Heller, Julian Dybiec i Andrzej Sikora. Fundacja rokrocznie wręczała medal Semper Primus i stypendium w wysokości 1000 zł dla najwybitniejszego absolwenta. W 2023 roku w likwidacji.

## Osiągnięcia

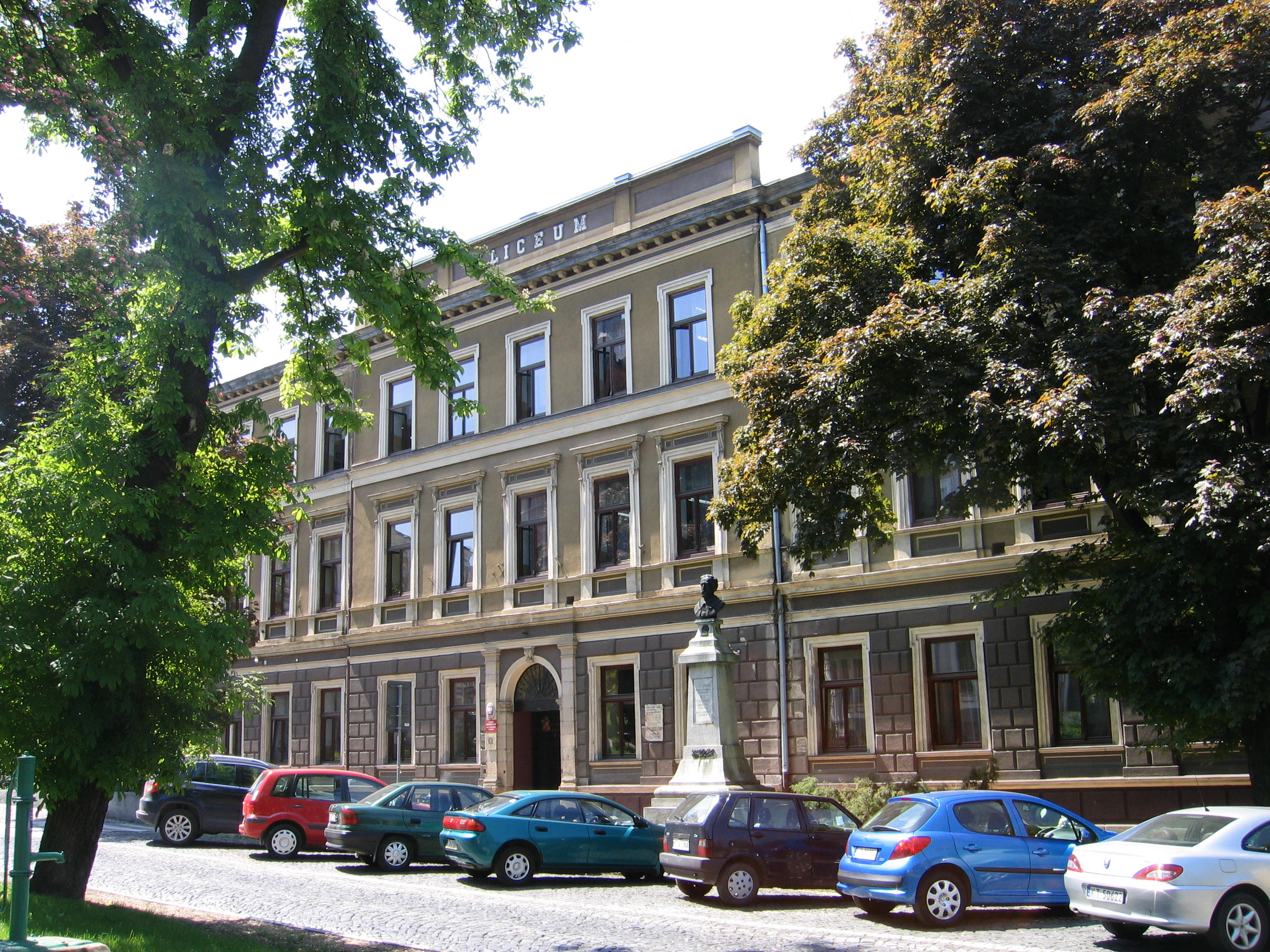
Widok gmachu szkoły od strony pomnika Józefa Szujskiego

W 2008 roku jeden z uczniów został pierwszym od 1990 laureatem Olimpiady Matematycznej z Tarnowa.

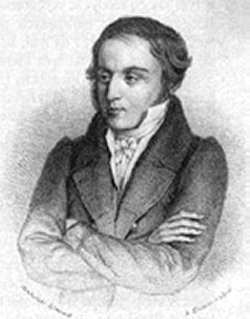
Kazimierz Brodziński, poeta epoki sentymentalizmu, od 1803 uczeń tarnowskiego gimnazjum, obecnie patron I LO w Tarnowie

Pozycja I LO w Tarnowie w ogólnopolskim rankingu liceów Perspektyw:

- 2012 – pozycja 139. (9. w woj. małopolskim)[25]
- 2013 – pozycja 248. (16. w woj. małopolskim)[26]
- 2014 – pozycja 186. (14. w woj. małopolskim)[27]
- 2015 – pozycja 250. (16. w woj. małopolskim)[28]
- 2016 – pozycja 184. (12. w woj. małopolskim)[29]
- 2017 – pozycja 161. (14. w woj. małopolskim)[30]
- 2018 – pozycja 267. (24. w woj. małopolskim)[31]
- 2019 – pozycja 241. (22. w woj. małopolskim)[32]
- 2020 – pozycja 219. (19. w woj. małopolskim)[33]
- 2021 – pozycja 198. (20. w woj. małopolskim)[34]
- 2022 – pozycja 113. (11. w woj. małopolskim)[35]
- 2023 – pozycja 168. (15. w woj. małopolskim)[36]
- 2024 – pozycja 134. (14. w woj. małopolskim)[37]
- 2025 – pozycja 243. (25. w woj. małopolskim)[38]

## Kadra

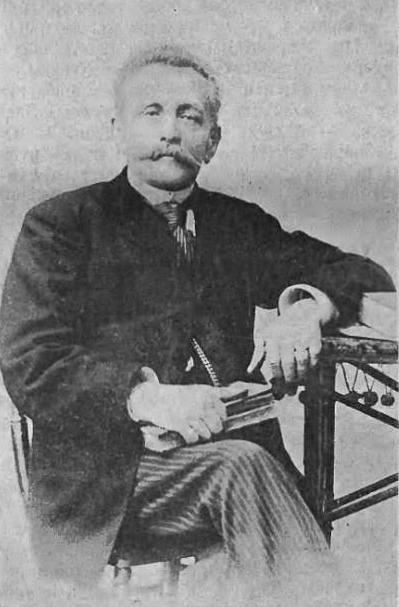
Bronisław Trzaskowski, inicjator budowy pomnika Kazimierza Brodzińskiego i pomnika Józefa Szujskiego, dyrektor tarnowskiego gimnazjum w latach 1871-1891

### Prefekci
- Izydor Chrościński (1784–1811)
- Józef Szmidt (1811–1830)
- Franciszek Diwisch (1830–1831)
- Józef Hofman (1831–1832)
- Mateusz Grossmann (1832–1840)
- Andrzej Wilhelm (1840–1847)
- Euzebiusz Czerkawski (1847–1848)
- Jan Piątkowski (1848–1849)

### Dyrektorzy
- Antoni Gałecki (1849–1851)
- Wawrzyniec Handschuh (1851–1852)
- Wincenty Keidosch (1851–1855)
- Ludwik Petri (1855–1861)
- Andrzej Oskard (1861–1864/5)
- Tymoteusz Mandybur (1865–1870)
- Bronisław Trzaskowski (1871–1891)
- Karol Benoni (1892–1901)
- Roman Zawiliński (1901–1908)
- Jan Jaglarz (1908–1924)
- Wiktor Arvay (1924)
- Michał Gonet (1925–1928)[39]
- Józef Skorupka (1928–1929)
- Adolf Kargol (1929–1950)
- Romuald Żółtański (1950–1961)
- Czesław Bartosz (1961–1972)
- Jan Sękowski (1972–1973)
- Janusz Prochot (1973–1974)
- Józef Nowak (1974–1991)[40]
- Marek Kobielski (1991–2008)
- Marek Lipiński (2008–2009)
- Małgorzata Wrześniowska (2009–2013)
- Jadwiga Skolmowska (2013-2023)
- Grzegorz Pałucki (2023-2024)
- Małgorzata Dulęba-Szpala (2024- )

### Nauczyciele
- Wiktor Arvay
- Emanuel Bujak
- Jerzy Chumiński
- Bronisław Gaweł
- Ludwik Glatman
- Maurycy Godowski
- Stanisław Homme
- Karol Benedykt Kautzki
- Franciszek Kruszyna
- Jan Pryziński (1902–1904 i 1906–1910)
- Ignacy Przybyłkiewicz
- Roman Vimpeller

## Absolwenci

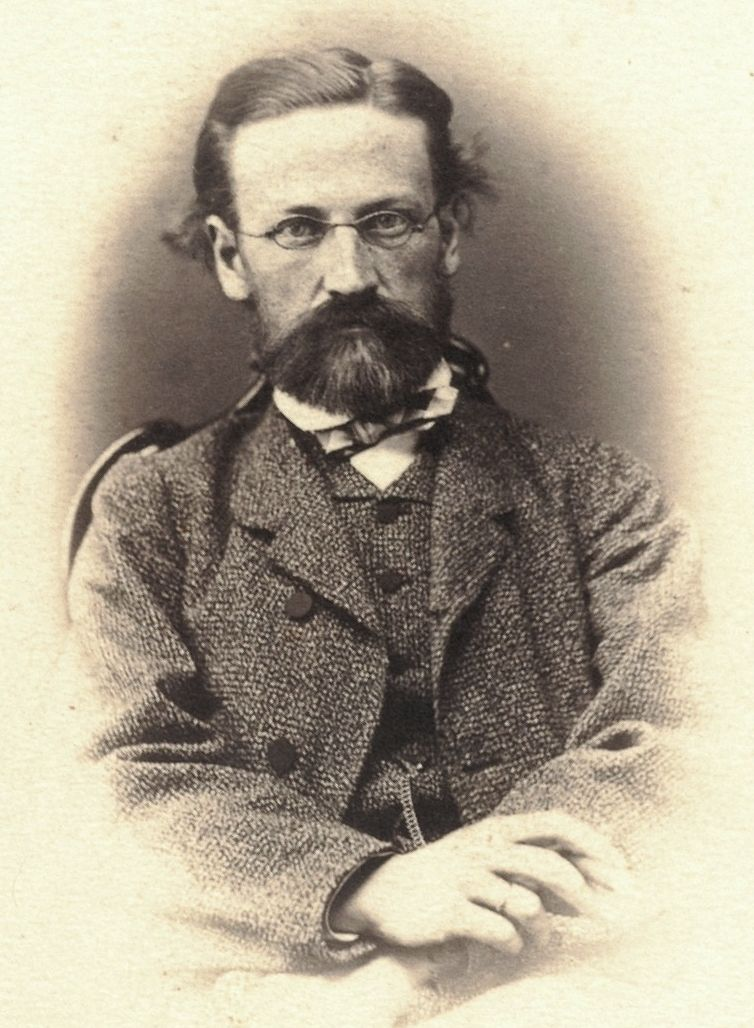
Józef Szujski, historyk, jeden z krakowskich stańczyków, uczeń tarnowskiego gimnazjum od 1846

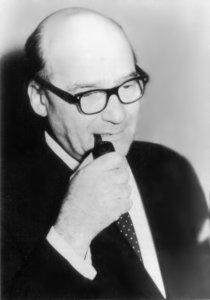
Roman Brandstaetter, poeta i dramatopisarz, tłumacz Biblii, absolwent gimnazjum w Tarnowie

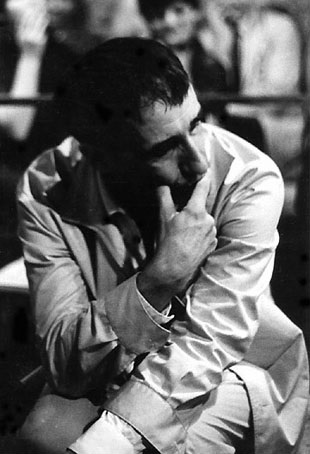
Tadeusz Kantor, współtwórca teatru Cricot 2, absolwent z 1933

Kryterium umieszczenia na tej liście danej postaci było posiadanie przez nią biogramu w polskiej Wikipedii.

- Andrzej Augustyński – duchowny katolicki, publicysta, pedagog, działacz społeczny
- Jan Augustyński – filolog klasyczny, profesor gimnazjalny, dyrektor Gimnazjum Polskiego w Gdańsku
- Stanisław Augustyński – prawnik, urzędnik skarbowy, działacz polonijny, poseł na Sejm II RP
- Zygmunt Augustyński – prawnik, polityk, działacz Polskiego Państwa Podziemnego, dziennikarz, red. naczelny „Gazety Ludowej”, więzień okresu stalinowskiego
- Mirosław Baran – profesor matematyki, wykładowca UJ, UR w Krakowie i PWSZ w Tarnowie
- Jan Bielatowicz – poeta, prozaik, publicysta, żołnierz II Korpusu Polskiego
- Władysław Bobowski –  biskup rzymskokatolicki, doktor nauk teologicznych w zakresie teologii życia duchowego
- Włodzimierz Bochenek – oficer Wojska Polskiego
- Lesław Bodeński – dyplomata, pierwszy dyrektor rozgłośni Głos Wolnej Polski
- Józef Boksa –  działacz państwowy okresu dwudziestolecia międzywojennego.
- Roman Brandstaetter – dramatopisarz, poeta, prozaik, znawca Biblii
- Kazimierz Brodziński – poeta, prekursor romantyzmu, obecny patron szkoły
- Stanisław Budzik – arcybiskup metropolita lubelski
- Jan Deszcz – lekarz, społecznik, jeden z pierwszych realizatorów idei hospicyjnej w Polsce
- Józef Edward Dutkiewicz – artysta malarz, historyk sztuki i konserwator zabytków
- Franciszek Gawełek – etnograf, nauczyciel
- Julian Goslar – działacz rewolucyjny
- Jerzy Grębosz – fizyk, pracownik Instytutu Fizyki Jądrowej PAN w Krakowie
- Kazimierz Habicht – doktor medycyny, tytularny generał brygady Wojska Polskiego
- Antoni Hoborski – profesor matematyki, pierwszy rektor Akademii Górniczo-Hutniczej w Krakowie
- Marcin Hycnar – aktor
- Marian Janiszewski – ksiądz katolicki
- Maurycy Jaroszyński – prawnik administratywista, profesor Uniwersytetu Warszawskiego
- Stefan Jaracz – aktor, założyciel Teatru Ateneum w Warszawie
- Mieczysław Jarosz – żołnierz, adwokat
- Mieczysław Jastrun – poeta, eseista, prozaik
- Zygmunt Kaczkowski – powieściopisarz, publicysta, poeta
- Ludwik Kamykowski – historyk literatury, pedagog, doktor habilitowany filozofii
- Dorota Kania – dziennikarka,  redaktor naczelny Polska Press
- Tadeusz Kantor – reżyser, malarz, scenograf, założyciel Teatru Cricot 2 w Krakowie
- Edward Kawa-Kawicki – kapitan, lekarz Wojska Polskiego
- Zenon Klemensiewicz – językoznawca, profesor Uniwersytetu Jagiellońskiego, członek Polskiej Akademii Umiejętności i Polskiej Akademii Nauk
- Karol Klobassa-Zrencki – przemysłowiec, ziemianin, filantrop
- Krzysztof Kmieć – doktor nauk farmaceutycznych, twórca ekslibrisów, pracownik naukowy Katedry i Zakładu Farmakognozji Collegium Medicum UJ
- Stanisław Konturek – profesor nauk medycznych, fizjolog, gastroenterolog, były prorektor UJ, członek Polskiej Akademii Nauk i Polskiej Akademii Umiejętności
- Radosław Koper – prawnik, profesor Uniwersytetu Śląskiego
- Marian Kukiel – generał Wojska Polskiego
- Tadeusz Kuziora – generał brygady, pilot Wojska Polskiego
- Władysław Langner – generał brygady Wojska Polskiego
- Wiesław Lechowicz – biskup pomocniczy tarnowski
- Aleksander Teofil Lipiński – inżynier kolei
- Kazimierz Lipiński – przemysłowiec, założyciel Fabryki Wagonów i Maszyn w Sanoku
- Józef Lubelski – duchowny katolicki, teolog, działacz ruchu ludowego, poseł na Sejm, publicysta i filantrop
- Jerzy S. Łątka – doktor nauk humanistycznych z zakresu historii kultury, pisarz, dziennikarz, etnolog, orientalista
- Rudolf Macko – podporucznik Legionów Polskich, kawaler Virtuti Militari i Krzyża Niepodległości
- Łukasz Maciejewski – dziennikarz, krytyk filmowy i teatralny
- Zbysław Marek Maciejewski – malarz, profesor Akademii Sztuk Pięknych w Krakowie
- Juliusz Makarewicz – prawnik, profesor prawa karnego, Senator RP, główny autor kodyfikacji prawa karnego z 1932
- Tadeusz Malawski – prawnik, burmistrz Sanoka
- Ludwik Młynarski – podpułkownik Wojska Polskiego, kawaler Virtuti Militari
- Agata Mróz – siatkarka, reprezentantka Polski
- Józef Mularczyk – artysta malarz
- Roman Ney – geolog, rektor Akademii Górniczo-Hutniczej w Krakowie, poseł na Sejm X kadencji
- Tadeusz Nowak – poeta, prozaik i tłumacz
- Marian Nowy – dziennikarz, socjolog
- Urszula Oettingen – historyk
- Józef Oleksy – polityk, premier Polski 1995-1996, dwukrotny Marszałek Sejmu RP
- Karol Olszewski – fizyk, chemik, profesor Uniwersytetu Jagiellońskiego
- Zygmunt Kazimierz Piotrowski – działacz polityczny i społeczny, poseł na Sejm II RP
- Jakub Plezia – nauczyciel, działacz ZHP, członek ZWZ, więzień i ofiara obozu koncentracyjnego w Auschwitz
- Emil Prochaska – baron, major piechoty cesarskiej i królewskiej Armii, generał brygady Wojska Polskiego
- Jan Pryziński – pułkownik dyplomowany kawalerii Wojska Polskiego
- Witold Rogoyski – powstaniec styczniowy, burmistrz Tarnowa, poseł do Sejmu Krajowego Galicji
- Zdzisław Simche – geograf, nauczyciel, publicysta, więzień i ofiara obozu koncentracyjnego w Auschwitz
- Kazimierz Simm – zoolog, entomolog i spongiolog
- Bolesław Skwarczyński – prawnik, urzędnik
- Józef Słotwiński – nauczyciel
- Michał Spieszny – teoretyk sportu, prorektor ds. studenckich AWF w Krakowie
- Władysław Starzecki – nauczyciel, major rezerwy piechoty Wojska Polskiego, kawaler Orderu Virtuti Militari, ofiara zbrodni katyńskiej
- Monika Strzępka – reżyserka teatralna, dyrektorka Teatru Dramatycznego m.st. Warszawy
- Joanna Sydor – aktorka
- Paweł Sydor – kompozytor, pianista
- Antoni Sypek – historyk, regionalista, genealog, działacz społeczny, pisarz
- Józef Szujski – historyk, jeden z krakowskich stańczyków, publicysta, poeta, prozaik, współzałożyciel Przeglądu Polskiego
- Józef Szymański – historyk
- Zbigniew Święch – dziennikarz, literat, członek The Explorers Club
- Karol Trochanowski – balneolog, pedagog, doktor chemii, dyrektor Wyższej Szkoły Realnej w Tarnowie
- Aleksander Tumidajski – porucznik piechoty Wojska Polskiego
- Kazimierz Tumidajski – pułkownik piechoty Wojska Polskiego
- Edward Tutaj – matematyk, profesor UJ i PWSZ w Tarnowie
- Mieczysław Urban Jarosz – doktor praw, adwokat
- Tadeusz Ważewski – matematyk, przedstawiciel krakowskiej szkoły matematycznej
- Szymon Zuzak – duchowny katolicki
- Jan Zwierz – ksiądz katolicki, doktor teologii, pedagog, działacz społeczny